# Встреча Владимира Зеленского и Дональда Трампа в Белом доме
Встреча президента Украины Владимира Зеленского и президента США Дональда Трампа прошла 28 февраля 2025 года в Овальном кабинете Белого дома. Она была посвящена российско-украинской войне, поддержке Украины со стороны США и предлагаемой сделке по продаже полезных ископаемых, которая привлекла внимание мировой общественности из-за своего спорного характера и геополитических последствий. Встреча окончилась публичной словесной перепалкой между главами государств, после чего Зеленский покинул Белый дом досрочно. Издание The Guardian охарактеризовало итоги переговоров как «одну из крупнейших дипломатических катастроф в новейшей истории».

## Предыстория
Переговоры президентов Украины и США были запланированы на фоне резких последних высказываний о Зеленском со стороны Трампа о его якобы нелегитимности и низкой поддержке народом Украины (4 %). Трамп прямо назвал Зеленского «диктатором», однако позже сделал вид, будто ничего подобного не было. За день до встречи с Зеленским Трамп подписал указ о продлении на год антироссийских санкций.
Центральной темой переговоров должно было стать подписание соглашения о полезных ископаемых, предусматривающего создание Инвестиционного фонда восстановления Украины. Согласно проекту, Украина обязуется направлять 50 % прибыли от добычи своих природных ресурсов (включая редкоземельные металлы, нефть и газ) в этот фонд. Средства будут инвестироваться в восстановление страны после войны. Перед встречей с Трампом Зеленский также встретился с двухпартийной делегацией Сената Конгресса США.

## Ход событий
Трамп лично поприветствовал прибывшего Зеленского рукопожатием в 11:20 по местному времени. Встреча в Овальном кабинете традиционно началась в присутствии журналистов, которым разрешили задать вопросы по ходу беседы лидеров и первоначально носила позитивный характер. В начале мероприятия Трамп заявил, что договор «о полезных ископаемых» станет «большим обязательством США» и американская сторона «с нетерпением» ждёт возможности начать «копать, копать, копать и работать, чтобы получить часть редкоземельных металлов». Зеленский выразил надежду, что «этот документ станет шагом вперёд для Украины». В ходе встречи Зеленский назвал президента России Владимира Путина «убийцей и террористом» и сказал Трампу: «с убийцей не должно быть компромиссов». Он также показал американскому коллеге распечатанные фотографии украинских военных после возвращения из российского плена.

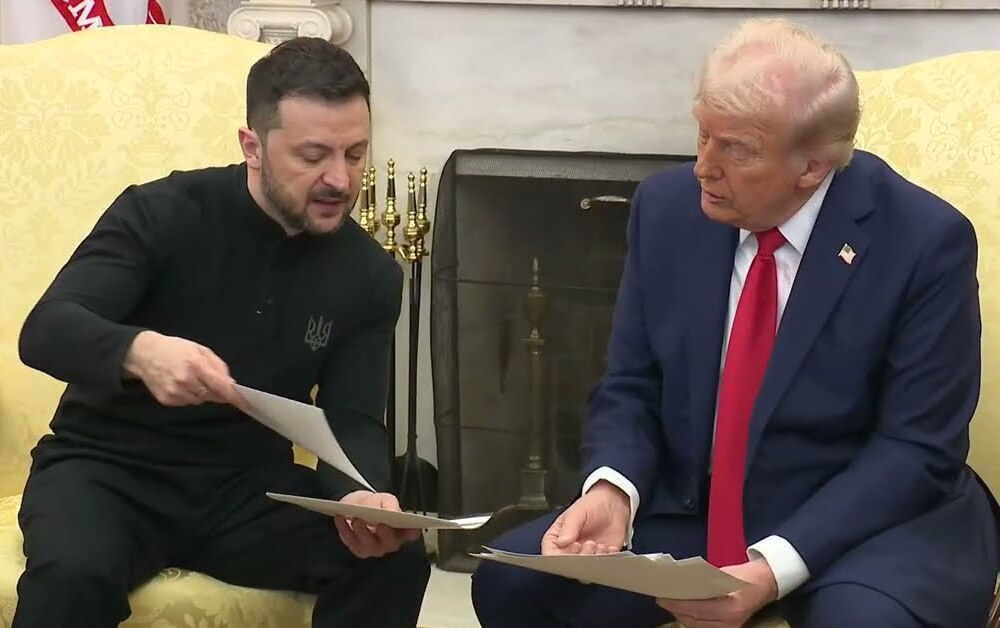
Зеленский демонстрирует Трампу фотографии украинских пленных

Пресс-подход лидеров стремительно перерос в перепалку, когда один из журналистов, корреспондент Польского радио Марек Валкуский, спросил, что Трамп может ответить на обвинения в том, что он занял сторону Путина. Трамп заявил, что выступает на стороне США и мира, выразив намерение положить конец войне. Он отметил сложность достижения соглашения из-за сильной неприязни Зеленского к Путину, а также признал, что Зеленского недолюбливает и российская сторона. Он добавил, что мог бы быть более жёстким в отношении Путина, но это, по его мнению, помешало бы достижению мирного соглашения. В поддержку позиции Трампа выступил Вэнс, подчеркнув, что «жёсткая риторика» в адрес Путина, как демонстрировала администрация Джо Байдена, не предотвратила вторжения России на Украину. По мнению Вэнса, путь к миру и процветанию лежит через дипломатию, а сильная сторона Америки заключается в её активном участии в дипломатических усилиях, «что и демонстрирует президент Трамп».

В ответ на аргументы Вэнса Зеленский напомнил, что конфликт начался не при Байдене, а ещё в 2014 году, во времена президентства Барака Обамы, а затем продолжался при Трампе. Он подчеркнул, что, несмотря на дипломатические усилия и двусторонние переговоры с Путиным, включая подписание соглашения о прекращении огня в 2019 году при участии президента Франции Эмманюэля Макрона и канцлера Германии Ангелы Меркель в рамках «нормандского формата», перемирие было нарушено. Зеленский выразил сомнение в эффективности дипломатии в текущей ситуации, спросив вице-президента, «о какой дипломатии он говорит». Вэнс ответил, что говорит о дипломатии, способной «положить конец разрушениям на Украине». Он заявил, что считает неуважительным со стороны Зеленского «выяснять отношения» в Овальном кабинете перед американской прессой. Вэнс также указал на проблемы Украины с мобилизацией, подчеркнув необходимость благодарности Трампу за попытки положить конец конфликту. Зеленский, в свою очередь, возразил, что Вэнс ни разу не посещал Украину, чтобы судить о существующих там проблемах.

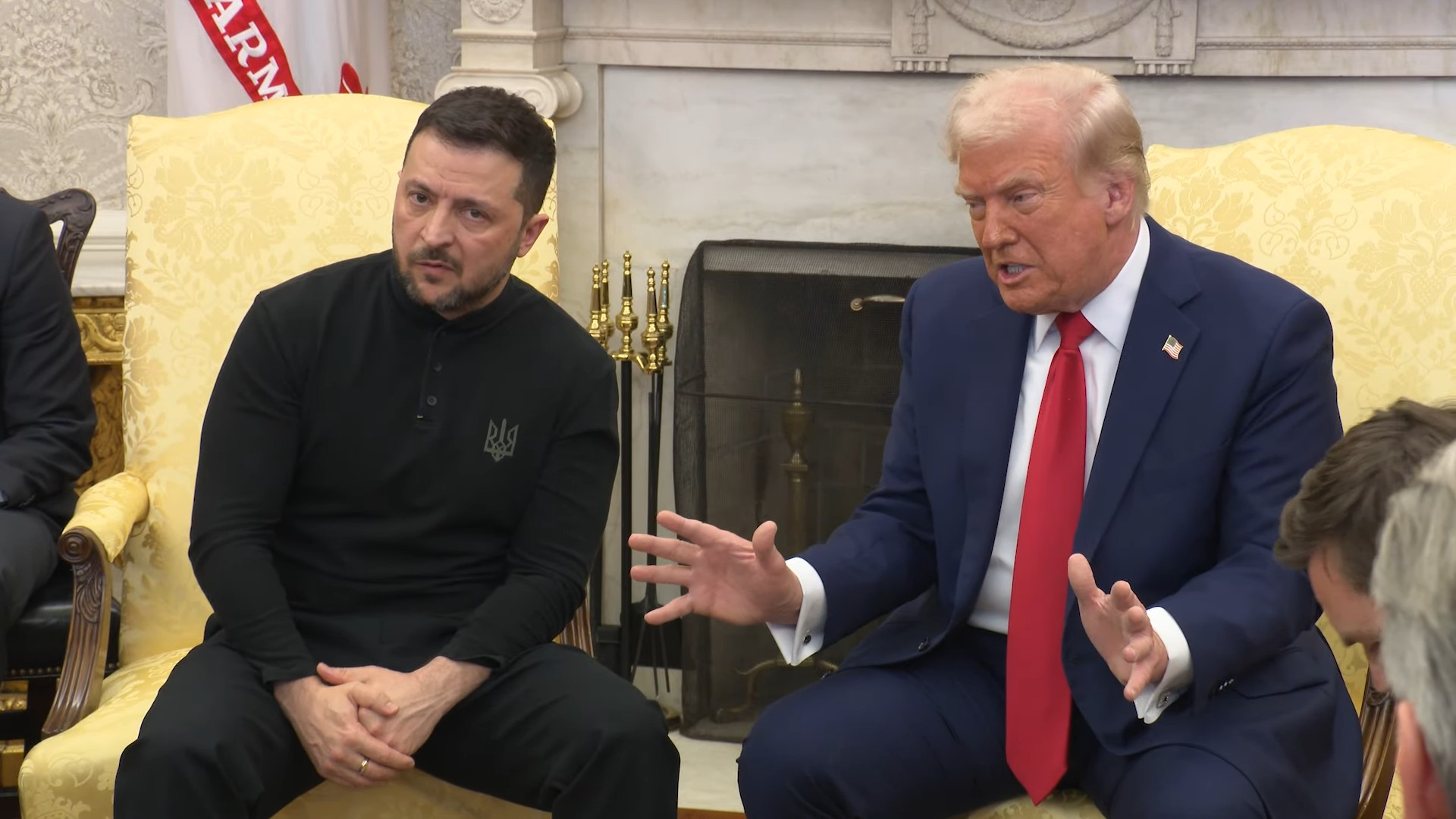
Трамп говорит Зеленскому, что «раздал Украине Javelin», а Обама — «простыни»

Вице-президент обвинил Зеленского в организации «пропагандистских пресс-туров», сославшись на приезд Зеленского в колеблющийся штат Пенсильванию во время разгара предвыборной кампании в сентябре 2024 года. Он также упрекнул Зеленского в нападках на администрацию Трампа, которая стремится «спасти от разрушения» его страну. Зеленский ответил, что «во время войны трудности испытывают все», даже американцы, хотя пока это не ощущается из-за океана, но «в будущем это изменится».
Эта реплика вызвала гнев Трампа. Он заявил, что Зеленский не будет диктовать, что им чувствовать. Трамп подчеркнул силу Америки, раскритиковал текущее положение Украины и пригрозил, что без содействия США у Украины «не будет козырей». Трамп добавил, что Зеленский ставит на кон жизни миллионов людей и угрожает Третьей мировой войной, назвал действия Зеленского «очень неуважительными» по отношению к США, а Зеленский несколько раз пытался перебить его, подчёркивая, что ему не нужны никакие «карты».
Вэнс снова обратился к украинскому президенту, спросив, выразил ли он благодарность США за поддержку. Он вновь напомнил о поездке в Пенсильванию и призвал его поблагодарить Трампа, «который пытается спасти его страну». Трамп перебил Зеленского, который хотел ответить, и заявил, что его страна находится в «большой беде» и без помощи США «не победит». Но у Зеленского есть «отличный шанс выйти из этого нормально» благодаря американской поддержке. В ходе дальнейшей перепалки президент США, перекрикивая Зеленского, заявил: «без американской военной помощи в размере 350 млрд долларов, предоставленной глупым президентом [Байденом], эта война закончилась бы через две недели». Зеленский, усмехнувшись, саркастично ответил, что «слышал» подобные слова от Путина («Киев за три дня»). В ответ Трамп заключил, что с Зеленским «будет непросто вести дела».

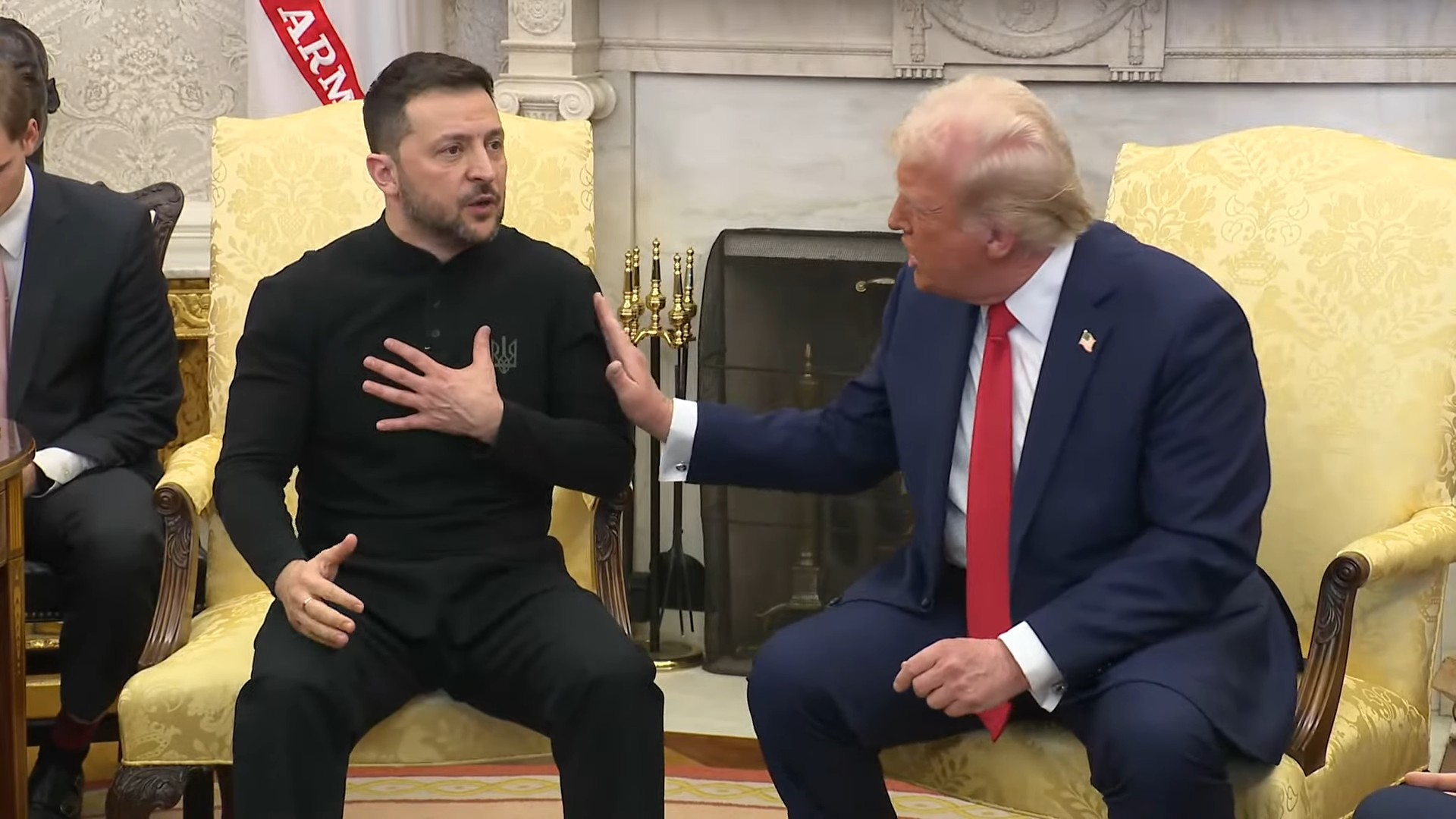
Трамп говорит Зеленскому, что без американской помощи «эта война закончилась бы за две недели»

Вице-президент США Вэнс призвал Зеленского выразить благодарность новой администрации США, признать свою неправоту и перейти к урегулированию разногласий за закрытыми дверями, а не устраивать «публичное шоу». Трамп поддержал эту точку зрения, заявив, что демонстрация происходящего важна для американского народа. Он подчеркнул зависимое положение Украины, отметив отсутствие у Зеленского «козырей», гибель людей и нехватку солдат, призвал украинского президента согласиться на перемирие, чтобы остановить боевые действия и гибель людей. Зеленский, в свою очередь, заявил о желании перемирия, но с предоставлением гарантий безопасности.
После словесной перепалки закрытая часть встречи была быстро завершена. Трамп заявил, что Зеленский не готов к миру и попросил его покинуть Белый дом. Совместная пресс-конференция была отменена, а переговоры завершились без каких-либо результатов.
Первоначально планировалось подписание соглашения, которое предоставило бы США доступ к добыче редкоземельных металлов на территории Украины. Однако из-за напряжённой атмосферы и взаимных обвинений сделка была отменена.

## Последующие события
4 марта 2025 года Дональд Трамп приостановил военную помощь Украине. После этого Владимир Зеленский назвал «прискорбным» инцидент, произошедший во время их встречи и заявил, что украинская сторона готова сесть за стол переговоров под руководством Трампа для достижения крепкого мира. Зеленский также заявил, что Украина готова к подписанию сделки по редкоземельным металлам. В обращении к Конгрессу 5 марта Трамп заявил, что получил от Зеленского письмо с подтверждением готовности к мирным переговорам.
5 марта 2025 года, по сообщениям различных источников, США перестали обмениваться с Украиной разведданными. После этого ВС РФ начали широкое контрнаступление в Курской области.

## Реакция

### США

#### Администрация Трампа
После встречи Трамп опубликовал заявление на своей платформе Truth Social, назвав встречу «очень значимой», но заявив, что «Зеленский не готов к миру, если в него будет вовлечена Америка, потому что он чувствует, что наше участие даёт ему большое преимущество в переговорах». На короткой пресс-конференции перед отъездом в Мар-а-Лаго президент США обвинил Зеленского в «переигрывании» и затягивании российско-украинской войны. На встрече он обвинил Зеленского в «заигрывании с Третьей мировой». Вице-президент Джей Ди Вэнс поддержал эту позицию, подчеркнув неблагодарность Украины за американскую помощь.
Члены администрации Трампа также поддержали его позицию. Госсекретарь Марко Рубио поддержал действия Трампа и отказался обвинять Россию в войне. Пресс-секретарь Белого дома Кэролайн Ливитт охарактеризовала Зеленского как «грубого» и «антагонистичного». Илон Маск, глава Департамента эффективности правительства, заявил, что Зеленский «уничтожил себя в глазах американского народа» и утратил его доверие.
Трамп дал понять, что США готовы пересмотреть свою политику поддержки Украины. Он также подчеркнул свои «превосходные» отношения с Россией и выразил уверенность в возможности достижения мирного соглашения с участием Москвы.
3 марта 2025 года американская военная помощь Украине была временно приостановлена.

#### Республиканская партия
Большинство политиков поддержали позицию Трампа и Вэнса. В частности, президента поддержали сенаторы Джим Бэнкс, Марша Блэкберн, Линдси Грэм, Билл Хагерти, Джош Хоули, Джим Джастис, Майк Ли, Берни Морено, Маркуэйн Маллин, Рик Скотт, Эрик Шмитт, Томми Тубервилл. В поддержку Трампа также высказались конгрессмены Энди Биггс, Тим Берчетт, Майк Коллинс, Эндрю Клайд, Элай Крейн, Дэн Креншоу, Байрон Дональдс, Лэнс Гуден, Пол Госар, Марджори Тейлор Грин, Пэт Харриган, Марк Хэррис, Диана Харшбаргер, Уэсли Хант, Нэнси Мэйс, Томас Мэсси, Брайан Маст, Мэри Миллер, Райли Мур, Трой Нэлс, Ральф Норман, Энди Оглс, Майк Рулли, Кит Селф, Виктория Спарц, Грег Стюби, Марлин Стьюцман, Энди Уэбер, Джо Уилсон. Они заявили, что интересы США должны быть на первом месте, и что страна должна противостоять попыткам её использовать. Республиканцы провозгласили, что помощь США на многие миллиарды долларов не должна предоставляться бесконтрольно и восприниматься как данность, и что Украина должна отчитаться об использовании средств, полученных в предыдущие 4 года. Они обвинили украинского президента в неуважении к США. Республиканцы призвали к скорому завершению российско-украинской войны, некоторые из них заявили при этом, что интересы Украины и США в данном вопросе не совпадают. Сенатор Грэм, известный своей проукраинской позицией, заявил, что Трамп хотел добиться прекращения огня и закончить войну, а «Зеленскому захотелось подразнить Трампа в Овальном кабинете»; Грэм призвал Зеленского уйти в отставку. Спарц, представительница украинского происхождения, обвинила Зеленского в оказании «медвежьей услуги» украинцам путём «оскорбления американских президента и народа».
В то же время несколько политиков-республиканцев выразили сожаление по поводу происшедшего на встрече конфликта, призвав к более конструктивному диалогу между Зеленским и Трампом и заявив об ущербе не только для Украины, но и для американской внешней политики. Такую позицию выразили сенаторы Сьюзан Коллинз и Лиза Меркауски, а также конгрессмены Дон Бэкон, Брайан Фицпатрик и Майк Лоулер. Меркауски упрекнула администрацию Трампа за то, что она «отвернулась от наших союзников и приняла Путина»; к этой критике присоединились бывшие чиновники-республиканцы Адам Кинзингер и Джон Болтон.

#### Демократическая партия
Депутаты выступили с единодушной поддержкой Зеленского, осудив поведение Трампа и Вэнса. Лидер меньшинства в Сенате Чак Шумер заявил, что Трамп и Вэнс «делают грязную работу Путина», подчеркнув приверженность демократов борьбе за свободу и демократию. Адам Шифф назвал Зеленского «героем», противопоставив его «трусу». Эми Клобушар отметила благодарность Зеленского за американскую помощь и подчеркнула его роль в противостоянии «диктатору» Путину. Шелдон Уайтхаус обвинил Трампа и Вэнса в том, что они «действуют как куклы-чревовещатели для Путина».
Дополнительным проявлением поддержки Зеленского стало совместное заявление четырнадцати губернаторов-демократов, осуждающих обращение с украинским президентом. Губернаторы раскритиковали Трампа и Вэнса за использование «священного Овального кабинета, чтобы отчитать Зеленского за то, что он не доверяет слову Путина».

#### Американское общество
В нескольких городах США в субботу состоялись акции протеста американцев и членов украинского сообщества против действий Трампа. В числе прочих демонстрации прошли в Вашингтоне, Нью-Йорке, Лос-Анджелесе, Бостоне и Уэйтсфилде, штат Вермонт, где в те выходные катался на лыжах Вэнс.

### Украина

#### Офис президентаиправительство
Зеленский опубликовал первое заявление в социальных сетях после встречи, поблагодарив Трампа, Конгресс США и американский народ за их поддержку. Он добавил, что «Украине нужен справедливый и прочный мир, и мы работаем именно для этого». Зеленский также выразил свою благодарность за подавляющую поддержку со стороны лидеров по всему миру, признав их солидарность через социальные сети и поблагодарив каждого лидера по отдельности, написав: «Спасибо за вашу поддержку». Позже Зеленский выступил с более длинным заявлением, снова поблагодарив Соединённые Штаты за поддержку и выразив надежду на «прочные отношения с Америкой» и администрацией Трампа.
Глава Офиса президента Андрей Ермак поддержал Зеленского, заявив, что тот борется за безопасность и будущее Украины. Он отметил, что безопасность — это «не просто слово. Это жизнь, будущее без сирен, без потерь, без страха за наших близких», а также поблагодарил американский народ за поддержку, несмотря на напряжённость на переговорах.
Премьер-министр Денис Шмыгаль поддержал Зеленского, заявив, что он «прав», потому что «мир без гарантий невозможен». Он предупредил, что «прекращение огня без гарантий» приведет к «российской оккупации всего европейского континента». Вице-премьер-министр Алексей Кулеба охарактеризовал действия Зеленского как «непоколебимую приверженность интересам Украины и преданность своей стране». Вице-премьер-министр Михаил Федоров охарактеризовал противостояние как «очередную ловушку Путина», которая «провалилась», и похвалил Зеленского «за смелость называть вещи своими именами и защищать честь нашего народа». Министр иностранных дел Андрей Сибига заявил в социальных сетях, что у Зеленского «хватило смелости и силы отстаивать то, что правильно», добавив, что Украина «всегда была и будет благодарна Америке за её поддержку».

#### Государственные деятели
Главнокомандующий ВСУ Александр Сырский, который редко комментирует политические вопросы, подтвердил поддержку вооруженными силами Зеленского и подчеркнул необходимость единства.
Спикер Верховной рады Украины Руслан Стефанчук после встречи в Белом доме написал в X: «Полная поддержка президенту… …НИКТО не имеет право забывать, что в этой войне Россия — агрессор, а Украина — жертва агрессии!!!». Александр Мережко, председатель Комитета по иностранным делам Верховной рады, заявил, что Рада поддерживает Зеленского, и заявил, что не верит, что Трамп предложит план, умиротворяющий Россию
Лидер оппозиционной партии «Европейская солидарность» и пятый президент Украины Пётр Порошенко заявил, что не намерен критиковать Зеленского из-за его спора и выразил надежду, что глава государства имеет «План Б». Он отметил, что отношения Украины и США — «это не отношения только Зеленского и Трампа», а отношения «двух великих народов, знающих, что демократия и свобода — не пустые слова ни для Украины, ни для США, мы не можем позволить себе распространять антиамериканские настроения».

#### Украинское общество
По данным Associated Press, многие рядовые украинцы не были обеспокоены скандалом, но в целом согласились с тем, что Зеленский «отстоял достоинство и интересы своей страны, твёрдо придерживаясь своей позиции, несмотря на упрёки со стороны некоторых из самых влиятельных людей мира». В то же время некоторые утверждали, что ему следовало прислушаться к точке зрения Трампа. Комментаторы в социальных сетях встали на сторону Зеленского после критики Гленна за то, что он не носит костюм.

### Международная
Событие вызвало обширную международную реакцию. Подавляющей реакцией была поддержка Киева. Россия приветствовала позицию Трампа.

#### Международные организации
- Европейский союз:
  - Председатель Европейской комиссии Урсула фон дер Ляйен поддержала Зеленского: «Ваше достоинство прославляет мужество украинского народа. Будьте сильными, будьте смелыми, будьте бесстрашными. Вы никогда не одиноки, дорогой президент Зеленский. Мы продолжим работать с вами ради справедливого и прочного мира»[58].
  - Председатель Европейского совета Антониу Кошта решительно поддержал Зеленского, заверив его, что тот никогда не одинок, и призвал его быть сильным, смелым и бесстрашным[59] .
  - Председатель Европейского парламента Роберта Метсола подчеркнула, что Украина не одинока в своей борьбе[47].
  - Глава евродипломатии Кая Каллас заявила: «Украина — это Европа! Мы стоим с Украиной. Мы усилим свою поддержку Украины, что они могли продолжать отбиваться от агрессора… …Сегодня стало ясно, что свободному миру нужен новый лидер. Нам, европейцам, предстоит принять этот вызов»[52].
- Генеральный секретарь НАТО Марк Рютте назвал итоги встречи «крайне неудачными», но призвал Зеленского «восстановить отношения» с Трампом и его администрацией[60].
- Генеральный секретарь Совета Европы Ален Берсе выразил свою поддержку Украине, заявив: «Украинцы могут рассчитывать на Страсбург»[61].

#### Государства
- Премьер-министр Австралии Энтони Албаниз выразил свою поддержку Украине и призвал Россию прекратить вторжение[62].
- Исполняющий обязанности канцлера Австрии Александр Шалленберг подтвердил свою поддержку Украины, в то время как министерство иностранных дел страны заявило: «Россия является агрессором, и мы разделяем приверженность Украины всеобъемлющему, справедливому и прочному миру!»[63].
- Премьер-министр Бельгии Барт Де Вевер выразил свою поддержку Украине, заявив: «Их борьба — это наша борьба. Вместе мы сильны»[64].
- Премьер-министр Болгарии Росен Желязков написал в X: «Украина, будь смелой, будь сильной. Мы поддерживаем тебя»[65]. Президент Румен Радев, противник западной помощи Украине[66], охарактеризовал позицию Желязкова как «проигрышную» и назвал встречу в Белом доме как столкновение Трампа, требующего «немедленного прекращения бессмысленного кровопролития», и Зеленского, желающего «продолжить войну любой ценой»[67][68].
- Президент Бразилии Луис Инасиу Лула да Силва заявил, что украинский президент был «унижен» Трампом, отметив, что «дипломатия, с тех пор как была создана планета Земля, с тех пор как была создана дипломатия, не видела сцены столь гротескной, столь неуважительной, как та, что произошла в Овальном кабинете Белого дома»[69].
- Премьер-министр Великобритании Кир Стармер подтвердил «непоколебимую поддержку» своей страны Украине[70].
- Премьер-министр Венгрии Виктор Орбан поддержал Трампа: «Сильные люди заключают мир, слабые люди развязывают войну. Сегодня президент Дональд Трамп мужественно отстаивал мир. Даже если многим это было трудно переварить. Спасибо, господин президент!»[52].
- Канцлер Германии Олаф Шольц назвал заявления Трампа о Зеленском и Украине «неправильными и опасными», подчеркнув, что это подрывает единство западных демократий[71]. Он отметил, что «никто не хочет мира сильнее, чем граждане Украины», и заявил: «Украина может положиться на Германию и на Европу»[52]. Федеральный президент Франк-Вальтер Штайнмайер раскритиковал руководство США за отношение к Владимиру Зеленскому[72]. Глава МИД Германии Анналена Бербок поддержала Украину: «Украина не одинока. Германия вместе с нашими европейскими союзниками стоит вместе с Украиной — и против российской агрессии. Украина может опираться на непоколебимую поддержку Германии, Европы и других стран. Их защита демократии и их стремление к миру и безопасности — наши»[73].
- Министр иностранных дел Греции Йоргос Герапетритис[англ.] во время встречи с госсекретарём США Марко Рубио в тот же день выразил поддержку Европы справедливому решению для Украины[74].
- Грузия:
  - Премьер-министр Ираклий Кобахидзе поддержал США: «Президент Трамп и его миротворческие усилия одно за другим подвергаются осуждению со стороны людей, которые ответственны за допущение кровавой войны и хладнокровное убийство Украины и тысяч украинцев»[75][76].
  - Пятый президент Саломе Зурабишвили выразила поддержку Украине: «Не уверена, что это демонстрация принципа „Америка прежде всего“… Скорее, это выглядит как „Америка вторит путинской России“. В то время, когда нам всем нужна сильная Америка вместе с ещё более сильной Европой. Похоже, мы наконец-то видим, как последняя выходит на первый план!»[77].
- Премьер-министр Дании Метте Фредериксен выразила поддержку Зеленскому[78]. Глава МИД Дании Ларс Лёкке Расмуссен заявил: «Для Украины это удар ниже пояса. Для жёстких дискуссий должно быть место — даже между друзьями. Но когда это происходит вот так, перед камерами, победителем выходит только один. Тот, кто сидит в Кремле»[52].
- Высший руководитель Ирана Али Хаменеи впервые разместил сообщение на украинском языке в социальной сети Х: «Первый урок по ситуации в Украине состоит в том, что поддержка западных государств стран и правительств, являющихся их марионетками — это мираж. Это должны понять все правительства. Правительства, которые полагаются на США и Европу, пусть посмотрят на сегодняшнее положение Украины». В ответ представители иранской оппозиции также опубликовали украиноязычные сообщения с его критикой[79]. Президент Масуд Пезешкиан заявил: «Ваши действия в отношении Зеленского — это позор! Недопустимо, чтобы вы отдавали приказы. Я не намерен вести с вами переговоры — делайте что угодно»[80].
- Премьер-министр Ирландии Михол Мартин, комментируя произошедшее, сказал: «Мы должны сохранять спокойствие в Европе. Мы должны поддержать Украину, взаимодействовать с Соединёнными Штатами и другими странами с целью предоставить Украине необходимую ей безопасность»[81]. Танаисте и министр иностранных дел Саймон Харрис написал в X: «Украина не виновата в этой войне, вызванной незаконным вторжением России. Мы поддерживаем Украину»[63][82].
- Премьер-министр Исландии Криструн Фростадоуттир и глава МИД Торгердур Катрин Гуннарсдоттир выразили свою поддержку Украине[83][84].
- Премьер-министр Испании Педро Санчес подтвердил поддержку Украины, написав: «Испания стоит с Украиной»[85].
- Премьер-министр Италии Джорджа Мелони заявила: «Любой разлад Запада делает всех нас слабее и служит тем, кто хотел бы увидеть конец нашей цивилизации. Не её силы или влияния, а самих её основополагающих принципов, и прежде всего свободы. Разногласия не идут на пользу никому. Что нужно — это немедленное проведение саммита с участием США, стран Европы и их союзников, чтобы честно обсудить, как мы намерены ответить на серьёзные вызовы сегодняшнего дня, начиная с Украины, которую мы вместе защищали в последние годы, и на те, которые, которые ждут нас в будущем. С таким предложением Италия намерена обратиться к своим партнерам в ближайшие часы»[52].
- Премьер-министр Канады Джастин Трюдо заявил: «Россия незаконно и неоправданно вторглась в Украину. Уже три года украинцы с мужеством и стойкостью ведут борьбу. Их борьба за демократию, свободу и суверенитет — это борьба, которая важна для всех нас. Канада продолжит поддерживать Украину и украинцев в достижении справедливого и прочного мира»[86].
- Министерство иностранных дел Кипра опубликовало заявление, в котором говорится, что Кипр по-прежнему привержен поддержке Украины и что продолжение диалога имеет важное значение[87][88].
- Представитель МИД Китая Линь Цзянь заявил: «Китай продолжит играть конструктивную роль в политическом урегулировании украинского кризиса и достижении мира».[89].
- Президент Колумбии Густаво Петро назвал ситуацию фундаментальным предательством геополитической стратегии Украины[90].
- Премьер-министр Латвии Эвика Силиня и президент Эдгар Ринкевич выразили свою поддержку Украине[63][91].
- Премьер-министр Люксембурга Люк Фриден выразил свою поддержку Украине[92].
- Президент Литвы Гитанас Науседа поддержал Украину: «Украина, ты никогда не останешься одна!»[86].
- Министр иностранных дел Мальты Ен Борг заявил, что его страна готова стать базой для мирных переговоров после размолвки Трампа и Зеленского. В связи с этим он сказал, что «если вы хотите предложить это пространство, вы не можете нападать ни на одну сторону»[93].
- Президент Молдовы Майя Санду поддержала Украину: «Истина проста. Россия вторглась на Украину. Россия — агрессор. Украина защищает свою свободу — и нашу. Мы поддерживаем Украину»[52].
- Премьер-министр Нидерландов Дик Схоф заявил, что нидерландский кабинет министров безоговорочно поддерживает Украину. Министр иностранных дел Каспар Велдкамп позвонил своему украинскому коллеге Андрею Сибиге и пообещал нидерландскую поддержку[94].
- Премьер-министр Новой Зеландии Кристофер Лаксон заявил, что его страна по-прежнему «неизменно поддерживает Украину, которая защищает себя в войне, начатой Россией», и призвал Россию прекратить вторжение[42].
- Премьер-министр Норвегии Йонас Гар Стёре назвал обвинения Трампа в адрес Зеленского «необоснованными» и подчеркнул важность поддержки Украины для безопасности Европы[85].
- Премьер-министр Польши Дональд Туск заявил: «Дорогой Владимир Зеленский, дорогие украинские друзья, вы не одни»[58]. Туск стал первым мировым лидером, прокомментировавшим это событие в социальных сетях[95]. Президент Анджей Дуда, поддерживающий как Украину, так и Трампа, заявил, что Зеленский «должен вернуться за этот стол, спокойно сидеть за этим столом, сохранять спокойствие, вести переговоры о решении, которое сделает Украину безопасной»[40].
- Премьер-министр Португалии Луиш Монтенегру заявил: «Украина всегда может рассчитывать на Португалию, президент Зеленский»[86].
- Официальный представитель МИД России Мария Захарова резко раскритиковала Зеленского, назвав его заявление об «изоляции Украины в 2022 году» ложью[96].
- Исполняющий обязанности президента Румынии Илие Боложан подчеркнул важность Украины для европейской безопасности, заявив: «Безопасность Украины имеет решающее значение для безопасности Европы. Мы все должны объединиться, чтобы бороться за наши ценности, свободу и мир»[63].
- Премьер-министр Словакии Роберт Фицо заявил, что Словакия откажется оказывать финансовую и военную поддержку Украине, и призвал к прекращению огня, которое, по его словам, Зеленский и большое количество государств-членов ЕС отвергли. Он также призвал к восстановлению транзита российского газа в Словакию и Западную Европу[97]. Президент Петер Пеллегрини призвал Евросоюз «вести себя ответственно и, прежде всего, активно в этой напряженной ситуации». Он добавил, что «нынешнее руководство Украины конструктивно подойдет к решению, которое возникнет в результате совместных переговоров трансатлантического сообщества, и начнет конструктивные переговоры по установлению мира между двумя врагами»[98].
- Премьер-министр Словении Роберт Голоб подтвердил решительную поддержку Украины от имени Словении, заявив: «Россия — агрессор, и Украина подвергается нападению. Украина борется не только за себя, но и за безопасность всей Европы. Мы продолжим поддерживать и помогать Украине до тех пор, пока не будет достигнут справедливый и прочный мир»[99]. Президент Наташа Пирц-Мусар осудила события, заявив: «Мы твёрдо поддерживаем суверенитет Украины. Мы повторяем, Россия — агрессор. Настало время для Европы взять на себя лидерство на пути к миру в Украине»[63].
- Президент Черногории Яков Милатович подтвердил поддержку Черногорией «справедливого и прочного мира на Украине» и то, что его страна поддерживает народ Украины «в его стремлении к миру»[100].
- Премьер-министр Чехии Петр Фиала поддержал Украину: «Мы на стороне Украины и свободного мира!»[58]. Президент Петр Павел выразил поддержку от имени своей страны Украине и призвал Европу «активизировать свои усилия»[47].
- Премьер-министр Финляндии Петтери Орпо заявил: «Финляндия и финский народ твёрдо стоят на стороне Украины. Мы продолжим нашу неизменную поддержку и будем работать ради справедливого и прочного мира»[86]. Президент Александр Стубб выразил шок и разочарование по поводу событий, назвав их беспрецедентными в истории международной дипломатии. «Это был дипломатический провал с единственным победителем, который даже не присутствовал: Владимир Путин», — заметил Стубб[101].
- Посол Филиппин в США Хосе Мануель Ромуальдес заявил, что его государство должно быть готово к тому, что его альянсы по безопасности могут не выдержать во время кризиса[102].
- Президент Франции Эмманюэль Макрон напомнил о необходимости уважать тех, кто борется за независимость Украины, и подтвердил поддержку страны в её противостоянии с Россией: «Россия — агрессор, нужно уважать тех, кто с самого начала борется!»[52].
- Премьер-министр Хорватии Андрей Пленкович заявил: «Хорватия знает по собственному опыту, что только справедливый мир может длиться долго. Правительство Хорватии твёрдо убеждено, что Украине нужен такой мир — мир, который означает суверенитет, территориальную целостность и безопасную Европу»[86].
- Президент Швейцарии Карин Келлер-Зуттер подтвердила позицию Швейцарии, заявив, что страна по-прежнему «твёрдо привержена поддержке справедливого и прочного мира, осуждая при этом агрессию России против суверенного государства»[50].
- Канцелярия премьер-министра Швеции Ульфа Кристерссона выразила поддержку Украине и заявила: «Вы боретесь не только за свою свободу, но и за свободу всей Европы»[103].
- Президент Эстонии Алар Карис заявил: «Поддержка Украины со стороны Эстонии непоколебима. Ваше мужество вдохновляет нас всех. Мы с вами, президент Зеленский, и с народом Украины. Вы не одни»[86].
- Премьер-министр Японии Сигэру Исиба подчеркнул, что дипломатия заключается не в том, чтобы позволять эмоциям сталкиваться, а в «терпении и сострадании», чтобы можно было достичь мира. Он заявил, что Япония «сделает всё возможное, чтобы предотвратить раскол между Соединёнными Штатами, Украиной и странами „Большой семерки“»[104][105].
- Министр обороны частично признанной Китайской Республики (Тайвань) Веллингтон Ку на брифинге для СМИ объявил: «Мы глубоко осознаем, что нельзя обсуждать ценности, не затрагивая также национальные интересы… …перед лицом быстрой смены международной ситуации и эскалации угроз со стороны врага мы не можем полагаться на добрую волю других для поддержания мира»[106].
- Главный инспектор разведывательного агентства частично признанной Республики Косово Бурим Рамадани заявил, что существует настоятельная необходимость в создании новых институтов в соответствии с западной внешней политикой, утверждая при этом, что любое будущее соглашение должно иметь гарантии безопасности для Косово[107].

#### Организации
Международная организация Amnesty International в официальном сообщении заявила: «Ничто из сказанного сегодня в Овальном кабинете не меняет фактов: полномасштабное вторжение России в Украину было актом агрессии и явным нарушением Устава ООН». Она также акцентировала внимание на том, что «устойчивый мир на Украине возможен только посредством справедливости и ответственности за все преступления по международному праву, совершенные с 2014 года».

## Оценки
Событие стало основной темой в западных СМИ на следующий день. В аналитической статье газета The New York Times отметила, что встреча, которая «должна была стать моментом триумфа президента Украины Владимира Зеленского, возможностью после нескольких недель подготовки к встрече в Овальном кабинете продемонстрировать поддержку Америки в самой кровопролитной войне в Европе за последние поколения», вылилась в оскорбления. В другом материале издание подчеркнуло, что Трамп «часто проявляет гнев на публике, чего редко делали другие президенты, особенно на митингах или в интервью», однако «он никогда не казался таким разъярённым и воинственным по отношению к иностранному гостю, особенно к возможному союзнику». В op-ed The Washington Post отмечалось, что Трамп звучал «больше похоже на Дона Корлеоне, чем на американского президента». Как писал Fox News, Зеленский «совершил ошибку», приехав в Вашингтон, рассчитывая «получить очередной карт-бланш». CNN отмечал, что ссора в Овальном кабинете привела к разладу в отношениях между Вашингтоном и Киевом «практически в реальном времени».
Немецкий журнал Bild писал, что политического скандала такого уровня мир ещё не видел, а американский президент унизил Зеленского на встрече. В редакционной колонке британской газеты Financial Times говорилось, что после встречи лидеров, которая «началась настолько неудачно, насколько это вообще возможно», стало понятно, что США «отказались от Украины», а украинская сторона допустила несколько просчётов. Согласно статье, в Киеве недооценили «безжалостность Трампа», пытавшегося извлечь как можно больше пользы из соглашения о полезных ископаемых. Другое издание из Великобритании, The Guardian, назвало произошедшее «одной из величайших дипломатических катастроф в современной истории» и особо выделило Вэнса за его роль в начале конфронтации. Британский телеканал Sky News охарактеризовал перепалку, в ходе которой Трамп временам обращался к Зеленскому словно «к непослушному школьнику», как «катастрофу для Украины и её европейских союзников и триумф для России». Канадское информационное агентство CBC News сравнило перепалку лидеров с «кухонными дебатами» 1959 года между вице-президентом Ричардом Никсоном и советским лидером Никитой Хрущёвым. Австралийская новостная служба ABC News отметила, что конфронтация может повлиять на китайско-российские отношения и послужить «тревожным звонком» для Тайваня. Журналист катарского телеканала Al Jazeera отозвался о событии как об историческом и выразил мнение, что «невероятно думать» о попытках Трампа добиться мира между Россией и Украиной, «когда очевидно, что существует большая враждебность, в частности, по отношению к украинцам». Международное агентство Reuters заявляло, что президент США давно занимает враждебную позицию по отношению к Зеленскому и Украине; он и его помощники, как указывается в статье, рассматривали украинского лидера как препятствие на пути к достижению своих целей по быстрому прекращению войны, восстановлению связей с Москвой и укреплению отношений с Россией.
Ссора широко освещалась как новый серьёзный спад в американо-европейских отношениях. The Wall Street Journal подчеркнула, что встреча может подорвать надежды на мир и поставить под сомнение будущую поддержку Украины со стороны США. National Public Radio прокомментировала, что американская внешняя политика при Трампе «принижает значение альянсов и открыта для сделок с любой страной — в зависимости от того, что это принесёт США в краткосрочной перспективе». В аналитическом обзоре NBC News отмечается, что этот спор отражает «глубокое нетерпение Трампа к Украине и её демократически избранному президенту, а также его настойчивую защиту авторитарного российского правителя». Рави Агравал, главный редактор журнала Foreign Policy, отметил, что Трамп «раздвинул границы внимания прессы» так, чтобы «свободная дискуссия транслировалась перед камерами всего мира» во время каждой двусторонней встречи в Белом доме. Несколько обозревателей предположили, что действия Трампа можно рассматривать как соответствующие интересам России и свидетельствующие о продолжающемся отходе от трансатлантизма во внешней политике США. В публикации Der Spiegel была высказана точка зрения, что американский лидер плохо подошёл к подготовке потенциальной сделки, а также создал впечатление, что в этой войне нет чёткого различия между агрессором и жертвой агрессии. Также автор статьи писал, что применение Трампом на международной арене только методов «силы» может указывать странам Старого Света на отсутствие каких-либо гарантий и надёжности в отношениях с США; по мнению журналиста, «Трансатлантический альянс мёртв».

## Интервью Зеленского Fox News
Позднее 28 февраля президент дал эксклюзивное интервью Брету Байеру из Fox News.
Он не стал извиняться за спор с Трампом. Однако на вопрос от ведущего политических новостей Fox News Брета Байера об их отношениях с Трампом после ссоры в Белом доме президент Украины ответил, что их «ещё можно спасти». Он также поблагодарил народ США и Конгресс за их помощь и поддержку.

Это исторические отношения, крепкие отношения между нашими народами, и именно поэтому я всегда начинал благодарить ваш народ от нашего народа. Конечно, я благодарен президенту и, конечно, Конгрессу, но прежде всего вашему народу. Ваш народ помог спасти наш народ… мы очень хотели иметь все эти прочные отношения, и там, где это было необходимо, мы их получим. Я просто хочу быть честным, и я просто хочу, чтобы наши партнёры правильно поняли ситуацию, и я хочу всё правильно понять. Это касается нас, чтобы не потерять нашу дружбу.— Владимир Зеленский
Зеленский описал встречу как «своего рода ссору», которая «не пошла на пользу обеим сторонам», и он выразил заинтересованность в восстановлении их отношений.